# Sundasciurus rabori
Sundasciurus rabori là một loài động vật có vú trong họ Sóc, bộ Gặm nhấm. Loài này được Heaney mô tả năm 1979.